# コンカニ語
コンカニ語（コンカニご、英: Konkani language、コンカニ語: Konknni Bhas、कोंकणी भास）は、インド・ヨーロッパ語族のインド・アーリア語派に属するインドの言語である。
1987年以来ゴア州の公用語であり、1992年以来インド憲法の第8付則言語の一つでもある。
コンカン語、コーンカニー語、コーンクニー語 とも呼ばれる。

## 名称
コンカニ語とは「コンカン地方の言語」を意味する。コンカンは現在のマハーラーシュトラ州・ゴア州・カルナータカ州にわたる西部海岸地域を指す。マラーティー語のうち、この地域で話される方言をコンカン方言と呼ぶが、コンカニ語とは別物である。

## 概要
コンカニ語は、ゴア州および隣接するマハーラーシュトラ州（主にムンバイ）、カルナータカ州、ケーララ州で話される。マラーティー語に近く、マラーティー語の方言であるか、それとも独立した言語であるかはしばしば問題になる。
コンカニ語話者は多言語使用者の割合が非常に多く、1991年の国勢調査によれば74%に達する（ヒンディー語話者では11%）。これはゴア州以外に移住した人々の割合が多く、移住先で優勢な言語（マラーティー語、カンナダ語、トゥル語、マラヤーラム語など）を話す必要があるためである。ゴア州でも、学校教育は通常コンカニ語以外の言語で行われる。
ゴア州の中心地域は16世紀以来ポルトガルに支配され、住民にはキリスト教徒が多い。またポルトガル語からの借用語の比率も高い。

## 方言
コンカニ語の方言は複雑で、出身地のほかに宗教でも分かれる。16世紀にポルトガル人が現在のゴア州中心部を支配したとき、ヒンドゥー教徒はキリスト教に改宗するか、またはポルトガル支配地の外に移住しなければならなかった。このため、この地のキリスト教徒は古くからの方言を話すが、ヒンドゥー教徒は後に周辺地域からやってきた人々であり、両者の交流が少なかったこともあって異なる方言を話している。ゴア州ではヒンドゥー教徒の方言が事実上の標準語の位置を占める。
カルナータカ州でもキリスト教徒とヒンドゥー教徒は大きく異なる方言を話すが、その一方でカルナータカ州のヒンドゥー教徒の方言はゴアのキリスト教徒の南部方言（サシティ方言）に近い。この地のヒンドゥー教徒が16世紀にサシティ地域から移住してきたのに対し、キリスト教徒は北部から18世紀に移住してきたためである。
カルナータカ州のヒンドゥー教徒の方言(Karwari, South Saraswat)は語末の短母音が消滅しておらず、古い重子音が残るなど、もっとも保守的な要素を残している。
バラモンとそれ以外で代名詞や「行く・来る」などの動詞が異なる。この違いはヒンドゥー教徒だけでなく、キリスト教徒にも存在する。
ISO 639-3 ではコンカニ語をマクロランゲージとし、以下の2つに分ける。
- コンカニ語（個別言語）
- ゴア・コンカニ語

## 文字
ゴア州では、デーヴァナーガリーで書かれたコンカニ語が公用語とされている。ヒンドゥー教徒はデーヴァナーガリーで、キリスト教徒はポルトガル語風のラテン・アルファベットでコンカニ語を表記する。
インドの諸言語のうち、コンカニ語はラテン・アルファベットによる表記が確立している珍しい言語である。そり舌音は子音字を重ねることで表され（tt dd nn ll）、/ɲ/ は nh と記す。
カルナータカ州では、デーヴァナーガリーまたはカンナダ文字で表記する。ケーララ州ではかつてマラヤーラム文字でコンカニ語を表記していたが、現在はデーヴァナーガリーで表記する。

## コンカニ語の文献
16世紀にゴア中心地を支配したポルトガル人は、コンカニ語を Concanim または Canarim と呼んだ。後者はカンナダ語を意味したが、誤解であることがわかった後もこの語は長く使われた。
当初、ポルトガル人はキリスト教の布教のためにコンカニ語を積極的に利用し、17世紀はじめにはコンカニ語の文法書や辞典、カテキズムの翻訳などが出版された。天地創造からキリストの生涯までを韻文で記した『クリスタ・プラーナ』(英語版)という書物も編纂された。しかし、異端審問の影響で、1684年にはキリスト教の布教にはポルトガル語のみが使用されるようになり、コンカニ語の使用は禁止された。
当初ポルトガル人はヒンドゥー教を禁止したため、隣接する州に多くの人口が流出した。これらの州にはオランダの影響が強く、アムステルダムで1678年に出版された『Hortus Indicus Malabaricus』というケーララ州のマラバール海岸の植物学に関する著作には、この地に移住したヒンドゥー教徒がコンカニ語で書いた植物の一覧が載せられた。これは歴史上デーヴァナーガリーで書かれた最初の印刷物である（ただし活字ではなく整版）。
いっぽう、ゴア州のヒンドゥー教徒はコンカニ語を口語としてのみとらえ、書くときにはマラーティー語を使用した。
その後長い間、コンカニ語は口語としてのみ使われたが、19世紀末になるとコンカニ語の雑誌が出現するようになった。
日本では、戸部実之による『コンカニ語入門』が泰流社より1993年に出版されているが、この著者はこの言語の専門家ではなく、専門家による信頼できる文献はいまだ出版されていない。